# 아방가르드 (미사일)

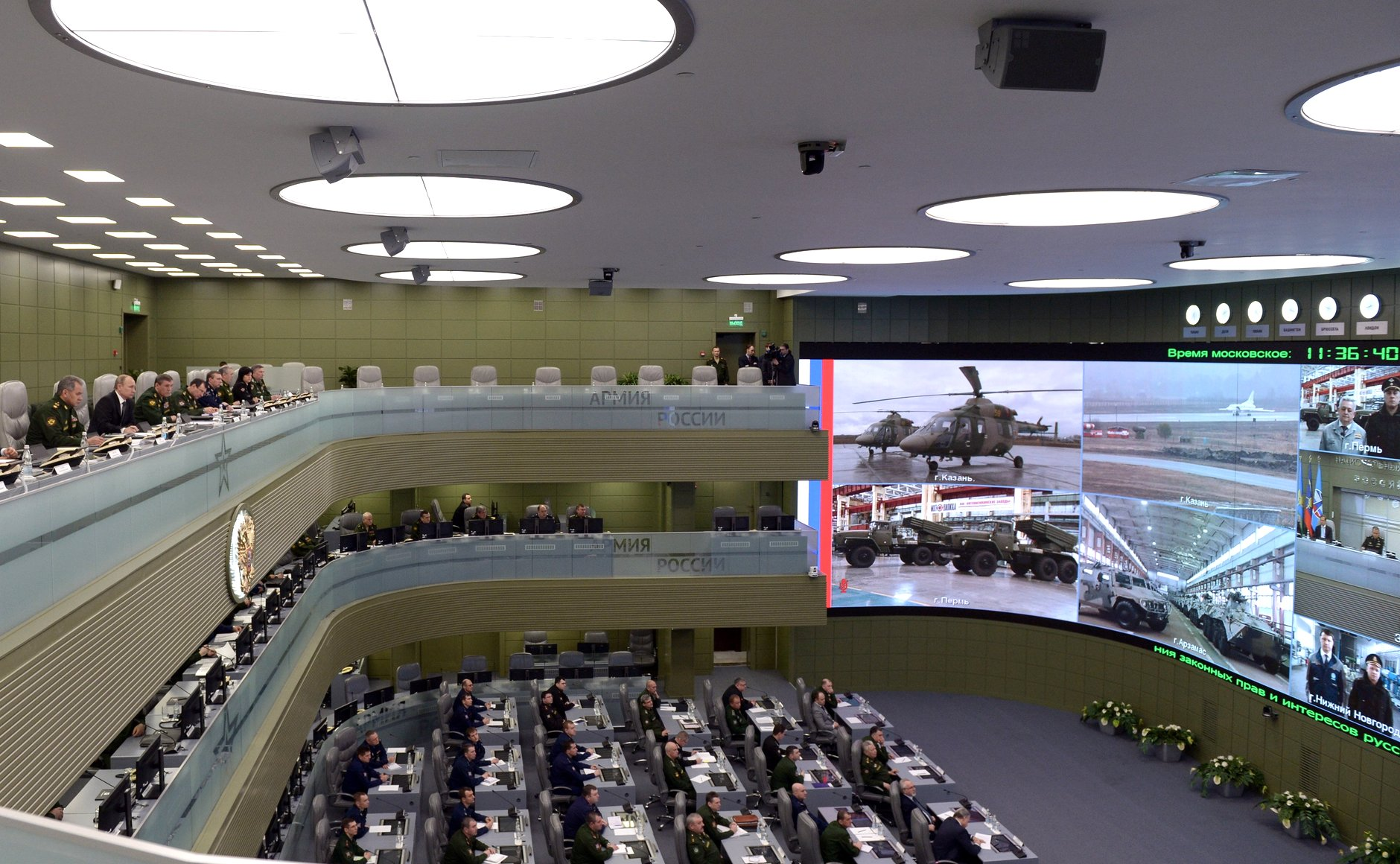
모스크바 러시아 국방부 청사의 국방통제센터에서 지시하는 푸틴 대통령

아방가르드는 러시아의 최신형 극초음속 탄도미사일이다.

## 역사
2016년 러시아가 아방가르드 미사일 시험발사에 두 차례 성공했다.
2017년 10월 세 번째 시험에서 목표물 타격 직전에 폭발하면서 실패했다.
2018년 12월 18일, 푸틴은 러시아 국방부에서, 아방가르드 극초음속 활공기 생산, RS-28 사르마트 미사일 시험발사 성공, Kh-47M2 킨잘(단도) 극초음속 공대공 미사일 및 페레스벳 전투용 레이저 시스템 실험 등 새로운 무기 개발에서 큰 진전을 이루었다고 밝혔다. 이러한 무기 개발로 러시아군의 잠재력은 몇배로 늘었으며 향후 수십년 간 러시아 안보를 보장할 수 있는 믿음을 주게 됐다고 말했다.
2018년 12월 26일, 블라디미르 푸틴 러시아 대통령이 모스크바에 있는 러시아군 총참모부 산하 국방통제센터(en:National Defense Management Center)를 방문해 신형 극초음속 순항미사일 '아반가르드' 시험 발사를 직접 참관했다. 우랄산맥 남부의 돔바롭스키 공군 기지에서 발사되어, 6000km 떨어진 캄차카반도의 쿠라 사격장 표적지에 정확히 떨어졌다. 러시아군을 총지휘하는 본부인 국방통제센터는 2014년 러시아 국방부 청사 내에 설치되었다.
전세계의 모든 미사일 방어 체제를 뚫는다.
푸틴은 2019년 아방가르드가 실전배치된다고 밝혔다.
2020년 1월 기준으로, 아방가르드 탄두를 탑재한 UR-100NUTTH ICBM 2발이 실전배치되었다.

## 제원
일반 제원
- 용도: ICBM 탄두부에 탑재
- 실전배치: 2019년 12월
- 길이: 5.4 m

성능
- 속도: 마하 20-27
- 탄두중량: 최대 2톤
- 탄두: 16 x 100-900 kt MIRV 핵탄두

## 같이 보기
- 3M22 지르콘
- DF-17